# Старо-Кримська селищна рада
Старо-Кримська се́лищна ра́да — орган місцевого самоврядування у складі Кальміуського району Маріуполя Донецької області. Адміністративний центр — селище міського типу Старий Крим.

## Загальні відомості
- Населення ради: 6047 осіб (станом на 1 січня 2013 року)

## Історія
Донецька обласна рада рішенням від 15 квітня 2010 року в Іллічівському районі Маріупольської міськради перейменувала Старокримську селищну раду на Старо-Кримську.

## Населені пункти
Селищній раді підпорядковані населені пункти:
- смт Старий Крим

## Склад ради
Рада складається з 30 депутатів та голови.
- Голова ради: Балабанов Михайло Іванович

### Депутати
За результатами місцевих виборів 2010 року депутатами ради стали:

#### За суб'єктами висування
| Суб'єкт висування | Кількість обраних депутатів | %   |
| ----------------- | --------------------------- | --- |
| Партія регіонів   | 30                          | 100 |

#### За округами
| № округу        | Прізвище, ім'я, по батькові    | Дата визнання обраним | Освіта                    | Партійна приналежність | Відомості про обраного депутата                                                             |
| --------------- | ------------------------------ | --------------------- | ------------------------- | ---------------------- | ------------------------------------------------------------------------------------------- |
| Партія регіонів |                                |                       |                           |                        |                                                                                             |
| 1               | Притуленко Ольга Василівна     | 04.11.2010            | Освіта вища               | член Партії регіонів   | спеціалізована школа № 46, вчитель початкових класів                                        |
| 2               | Топалова Наталія Петрівна      | 04.11.2010            | Освіта вища               | член Партії регіонів   | Маріупольська міська рада управління освіти, відділ виховної роботи, спеціаліст І категорії |
| 3               | Топалова Клавдія Іванівна      | 04.11.2010            | Освіта середня спеціальна | член Партії регіонів   | аптечний пункт № 499, завідувачка                                                           |
| 4               | Кошелева Вікторія Борисівна    | 04.11.2010            | Освіта середня            | член Партії регіонів   | домогосподарка                                                                              |
| 5               | Обозна Людмила Павлівна        | 04.11.2010            | Освіта вища               | член Партії регіонів   | Д\к № 101, завідувачка                                                                      |
| 6               | Кожевнікова Наталя Євгенівна   | 04.11.2010            | Освіта вища               | член Партії регіонів   | центр культури і дозвілля, директор                                                         |
| 7               | Дьожкін Сергій Анатолійович    | 04.11.2010            | Освіта середня спеціальна | член Партії регіонів   | «Маріупольтепломережа», водій                                                               |
| 8               | Арабаджи Людмила Валентинівна  | 04.11.2010            | Освіта середня            | член Партії регіонів   | Старо-Кримська селищна рада, інспектор військово-облікового столу                           |
| 9               | Богданова Оксана Федорівна     | 04.11.2010            | Освіта вища               | член Партії регіонів   | Старо-Кримська селищна рада, головний бухгалтер                                             |
| 10              | Кечеджи Володимир Ілліч        | 04.11.2010            | Освіта середня спеціальна | член Партії регіонів   | ПП «Кечеджи», приватний підприємець                                                         |
| 11              | Коротких Вячеслав Анатолійович | 04.11.2010            | Освіта середня            | позапартійний          | ПАТ «Маріупольський металургійний комбінат ім. Ілліча», слюсар-ремонтник                    |
| 12              | Софронов Сергій Борисович      | 04.11.2010            | Освіта середня            | член Партії регіонів   | ПАТ «Маріупольський металургійний комбінат ім. Ілліча», апаратник                           |
| 13              | Рудницька Тетяна Миколаївна    | 04.11.2010            | Освіта вища               | член Партії регіонів   | спеціалізована школа № 46, вчитель української мови та літератури                           |
| 14              | Аракелян Інна Тарасівна        | 04.11.2010            | Освіта вища               | член Партії регіонів   | спеціалізована школа № 46, директор                                                         |
| 15              | Акрітова Марія Костянтинівна   | 04.11.2010            | Освіта середня            | член Партії регіонів   | ВАТ «Старо-Кримський кар'єр», комірник                                                      |
| 16              | Цимбой Елла Федорівна          | 04.11.2010            | Освіта вища               | член Партії регіонів   | Старо-Кримська селищна рада, секретар ради                                                  |
| 17              | Налча Дмитро Іванович          | 04.11.2010            | Освіта середня            | член Партії регіонів   | ПАТ «Маріупольський металургійний комбінат ім. Ілліча», водій                               |
| 18              | Яковенко Микола Данилович      | 04.11.2010            | Освіта середня            | член Партії регіонів   | Старо-Кримська селищна рада, спеціаліст I категорії                                         |
| 19              | Кривой Федір Михайлович        | 04.11.2010            | Освіта середня            | член Партії регіонів   | пенсіонер                                                                                   |
| 20              | Параскева Тетяна Михайлівна    | 04.11.2010            | Освіта середня спеціальна | член Партії регіонів   | ВАТ «Старо-Кримський кар'єр», зам. директора з охорони праці                                |
| 21              | Кіор Василь Георгійович        | 04.11.2010            | Освіта середня спеціальна | член Партії регіонів   | ПАТ «Маріупольський металургійний комбінат ім. Ілліча», акумуляторник                       |
| 22              | Кечеджи Олександр Іванович     | 04.11.2010            | Освіта вища               | член Партії регіонів   | спеціалізована школа № 46, вчитель фізичної культури                                        |
| 23              | Абальмаз Любов Георгіївна      | 04.11.2010            | Освіта вища               | член Партії регіонів   | спеціалізована школа № 46, заступник директора з навчально-виховної роботи                  |
| 24              | Островерх Світлана Петрівна    | 04.11.2010            | Освіта середня спеціальна | член Партії регіонів   | Старо-Кримське відділення зв'язку, начальник відділення зв'язку                             |
| 25              | Лисков Олександр Павлович      | 04.11.2010            | Освіта вища               | член Партії регіонів   | ПАТ «Маріупольський металургійний комбінат ім. Ілліча», начальник цеху ЦРМО-4               |
| 26              | Тєміров Олександр Васильович   | 04.11.2010            | Освіта середня            | член Партії регіонів   | ПАТ «Маріупольський металургійний комбінат ім. Ілліча», коваль                              |
| 27              | Єльцов Володимир Ілліч         | 04.11.2010            | Освіта середня            | член Партії регіонів   | ПАТ «Маріупольський металургійний комбінат ім. Ілліча», водій                               |
| 28              | Фурса Микола Дмитрович         | 04.11.2010            | Освіта середня спеціальна | член Партії регіонів   | ПАТ «Маріупольський металургійний комбінат ім. Ілліча», водій                               |
| 29              | Ковальов Роман Васильович      | 04.11.2010            | Освіта середня            | член Партії регіонів   | ПСГ «ВДР-Агро», механізатор-водій                                                           |
| 30              | Велентій Олександр Миколайович | 04.11.2010            | Освіта вища               | член Партії регіонів   | ПСГ «ВДР-Агро», агроном                                                                     |